# La Niña (clima)
La Niña (/lə ˈnin.jə/; espanyol: [la ˈniɲa]) és un fenomen oceànic i atmosfèric que és la contrapartida més freda d'El Niño, com a part del canvi climàtic més ampli El Niño–Oscil·lació del Sud (ENSO). El nom La Niña prové del castellà de "la nena", per analogia amb El Niño, que significa "el nen". En el passat, també s'anomenava El anti-Niño i El Viejo.
Durant un període de manifestació de La Niña, la temperatura de la superfície del mar a la part equatorial oriental de l'oceà Pacífic central és més baixa del normal en 3-5 °C. L'aparició de La Niña es manté durant almenys cinc mesos. Té efectes amplis sobre el clima a tot el món, fins i tot afectant les estacions d'huracans de l'Atlàntic i el Pacífic, en què es produeixen més ciclons tropicals a la conca atlàntica a causa del baix cisallament del vent i les temperatures més càlides de la superfície del mar, alhora que redueix la ciclogènesi tropical a l'oceà Pacífic.
Els esdeveniments de La Niña s'han produït durant centenars d'anys, i es van produir de manera regular durant les primeres parts dels segles XVII i XIX. Des de principis del segle xx, els esdeveniments de La Niña s'han produït a partir de 1903.
Aquesta situació pot durar uns quants mesos i es presenta cada tres o quatre anys amb més regularitat que la situació d'El Niño.
Durant el fenomen de La Niña s'acumula al Pacífic tropical occidental una massa d'aigua de 100 a 200 metres de gruix, amb una temperatura sovint superior als 29 °C, que és la més càlida que es genera al planeta Terra.

## Conseqüències de la Niña
- Es forma per l'acció dels vents alisis una font contínua de vapor cap Indonèsia i nord d'Austràlia
- Formació de nuvolositat convectiva quasi permanent en la zona esmentada que produeix intenses precipitacions i augmenta la freqüència d'huracans.
- Sequera intensa a l'altre extrem de l'oceà, augment de la probabilitat d'incendis forestals a Califòrnia.
- Temps menys plujós de l'habitual a Hawaii o les illes Marqueses.